# Distretto di Dėlgėrchangaj
Il distretto di  Dėlgėrchangaj è uno dei quindici distretti (sum) in cui è suddivisa la provincia del Dundgov', in Mongolia. Conta una popolazione di 2.530 abitanti (censimento 2007). 